# Santa Isabel (Aguascalientes)
Santa Isabel es una localidad del estado mexicano de Aguascalientes. Es parte del municipio de Pabellón de Arteaga.

## Toponimia
El nombre de la población hace referencia a la santa patrona de la localidad: Santa Isabel.

## Demografía
| Censo | Población |
| ----- | --------- |
| 2005  | 1 027     |
| 2010  | 1 065     |
| 2020  | 1 042     |